# Rogale Wielkie
Rogale Wielkie [rɔˈɡalɛ ˈvʲɛlkʲɛ] (deutsch Groß Rogallen) ist ein Dorf in der polnischen Woiwodschaft Ermland-Masuren, das zur Gmina Biała Piska (Stadt- und Landgemeinde Bialla, 1938 bis 1945 Gehlenburg) im Powiat Piski (Kreis Johannisburg) gehört.

## Geographische Lage
Rogale Wielkie liegt im südlichen Osten der Woiwodschaft Ermland-Masuren am Kanał Wissy, der den Gutter See (auch: Borowy-See, polnisch Jezioro Borowe) mit dem Flüsschen Wissa bei Balcer in der Woiwodschaft Podlachien verbindet. Die Kreisstadt Pisz (deutsch Johannisburg) ist 30 Kilometer in westlicher Richtung entfernt.

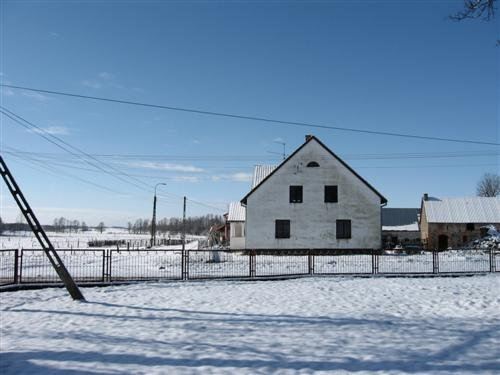
Winter in Rogale Wielkie

## Geschichte
Das Dorf Groß Rogallen wurde 1471 gegründet.
Am 8. Mai 1874 wurde es Amtsdorf und damit namensgebend für einen Amtsbezirk. Dieser wurde jedoch bereits vor 1908 aufgelöst und die zugehörigen Orte auf die Nachbaramtsbezirke verteilt: so kam Groß Rogallen zum Amtsbezirk Rosinsko (1931 bis 1938 Groß Rosinsko, 1938 bis 1945 Großrosen, polnisch Rożyńsk Wielki), der – wie auch die Nachbaramtsbezirke – zum Kreis Johannisburg im Regierungsbezirk Gumbinnen (ab 1905: Regierungsbezirk Allenstein) in der preußischen Provinz Ostpreußen gehörte.
Im Jahr 1910 waren in Groß Rogallen 254 Einwohner registriert. Ihre Zahl verringerte sich bis 1933 auf 230 und betrug 1939 noch 214.
Aufgrund der Bestimmungen des Versailler Vertrags stimmte die Bevölkerung im Abstimmungsgebiet Allenstein, zu dem Groß Rogallen gehörte, am 11. Juli 1920 über die weitere staatliche Zugehörigkeit zu Ostpreußen (und damit zu Deutschland) oder den Anschluss an Polen ab. In Groß Rogallen stimmten 140 Einwohner für den Verbleib bei Ostpreußen, auf Polen entfiel keine Stimme.
In Kriegsfolge kam Groß Rogallen 1945 mit dem gesamten südlichen Ostpreußen zu Polen und erhielt die polnische Namensform „Rogale Wielkie“. Heute ist der Ort Sitz eines Schulzenamtes (polnisch Sołectwo) und somit eine Ortschaft im Verbund der Stadt- und Landgemeinde Biała Piska (Bialla, 1938 bis 1945 Gehlenburg) im Powiat Piski, bis 1998 der Woiwodschaft Suwałki, seither der Woiwodschaft Ermland-Masuren zugehörig.

### Amtsbezirk Groß Rogallen
Von 1874 bis etwa 1908 bestand der Amtsbezirk Groß Rogallen, dem zwölf Orte zugeordnet waren. Er wurde dann aufgelöst, wobei die eingegliederten Orte auf die Nachbaramtsbezirke verteilt wurden:
| Name                                 | Änderungsname 1938 bis 1945 | Polnischer Name | Neuer Amtsbezirk (Stand: 1908) |
| ------------------------------------ | --------------------------- | --------------- | ------------------------------ |
| Dmussen                              | Dimussen                    | Dmusy           | Drygallen                      |
| Groß Rogallen                        |                             | Rogale Wielkie  | Rosinsko                       |
| Gutten, Ksp. Rosinsko/Gutten R       | Reitzenstein (Ostpr.)       | Guty Rożyńskie  | Rosinsko                       |
| Gutter See                           |                             |                 |                                |
| Karpinnen                            | Dreilinden                  | Karpin          |                                |
| Lipinsken                            | Eschenried (Ostpr.)         | Lipińskie       | Drygallen                      |
| Pölken                               |                             | Pełki           |                                |
| Skarzinnen                           | Richtenberg (Ostpr.)        | Skarżyn         | Belzonzen                      |
| Slapien                              |                             | Słapie          |                                |
| Sokollen, Ksp. Skarzinnen/Sokollen R | (ab 1935:) Rosensee         | Sokoły Jeziorne | Rosinsko                       |
| Wlosten                              | Flosten                     | Włosty          | Belzonzen                      |
| Woytellen                            | Woiten                      | Wojtele         | Rosinsko                       |

## Religionen
Bis 1945 war Groß Rogallen in die evangelische Kirche Skarzinnen (1938 bis 1945 Richtenberg (Ostpr.), polnisch Skarżyn) in der Kirchenprovinz Ostpreußen der Kirche der Altpreußischen Union sowie in die römisch-katholische Kirche in Johannisburg (polnisch Pisz) im Bistum Ermland eingepfarrt.
Heute gehört Rogale Wielkie katholischerseits zur Pfarrei in Skarżyn mit Filialkirche in Świdry (Schwiddern) im Bistum Ełk der Römisch-katholischen Kirche in Polen. Die evangelischen Einwohner halten sich zur Kirchengemeinde in Biała Piska (Bialla, 1938 bis 1945 Gehlenburg), einer Filialgemeinde der Pfarrei in Pisz in der Diözese Masuren der Evangelisch-Augsburgischen Kirche in Polen.

## Verkehr
Rogale Wielkie liegt an der Nebenstraße 1680N, die die beiden Landesstraßen 65 und 58 sowie die beiden Gemeinden Prostki (Prostken) und Biała Piska (Bialla, 1938 bis 1945 Gehlenburg) verbindet.